# Resolutie 2427 Veiligheidsraad Verenigde Naties
Resolutie 2427 van de Veiligheidsraad van de Verenigde Naties werd op 9 juli 2018 unaniem aangenomen. De resolutie nam nieuwe maatregelen om kinderen te midden van een gewapend conflict beter te beschermen. Zo moest het beschermen van kinderen voortaan onderdeel worden van elke strategie om een conflict op te lossen of de vrede te handhaven, moesten voormalige kindsoldaten als slachtoffers worden aanzien en moest worden voorkomen dat ze door gewapende groeperingen werden ingelijfd.

## Standpunten
De resolutie volgde na moeizame wekenlange onderhandelingen en een debat onder leiding van de Zweedse premier Stefan Löfven. Zweden was voorzitter van de werkgroep inzake kinderen en gewapende conflicten. Zo wilde Frankrijk een aanknoping met de afspraken die op een conferentie over de kwestie was gehouden in Parijs maar was Rusland hier fel op tegen. De finale tekst nam akte van de conferentie. Verschillende verdragslanden van het Internationaal Strafhof, waaronder Nederland, wilden een sterke verwijzing naar dit Hof zien maar daar was de Verenigde Staten het niet mee eens. Uiteindelijk werd er naar verwezen met "zaken die binnen zijn jurisdictie vallen".

## Achtergrond
Secretaris-generaal António Guterres hield een lijst bij van groeperingen die zich schuldig maakten aan misdaden jegens kinderen en rapporteerde ook jaarlijks over deze kwestie. In de loop van 2017 waren 6000 schendingen door regeringstroepen en ruim 15.000 door gewapende groeperingen vastgesteld. De meeste kindsoldaten werden ingelijfd in Somalië, Zuid-Soedan, Congo, Syrië, Jemen en de Centraal-Afrikaanse Republiek. In Syrië, Jemen, Irak en Myanmar kwamen de meeste kinderen om het leven. In Nigeria kwamen veel kinderen om bij gedwongen zelfmoordaanslagen van terreurgroep Boko Haram. In Oost-Congo en het zuiden van de Filipijnen waren veel meer aanvallen op scholen en ziekenhuizen gepleegd. In veel conflictgebieden werd noodhulp voor getroffen kinderen tegengehouden.
Doch konden kinderen ook beter beschermd worden als overheden en rebellengroepen zich hiertoe verbonden en een actieplan opstelden, zoals Soedan had gedaan. Sinds 2004 hadden 28 partijen dit gedaan en waren elf van hen van de secretarissen-generaallijst geschrapt, waaronder Ivoorkust en Tsjaad. Over 2017 hadden gewapende groeperingen ruim 10.000 kinderen laten gaan en 12.000 hadden een herintegratietraject gevolgd. Velen hadden echter geen toegang tot dergelijke programma's, onder meer door een gebrek aan middelen.

## Inhoud
Het beschermen van kinderen moest een belangrijk onderdeel van elke strategie om conflicten op te lossen of vrede te handhaven worden. Alle landen en internationale organisaties werden opgeroepen hier altijd rekening mee te houden. Daarvoor was ook het uitvoeren van de duurzameontwikkelingsdoelstellingen van belang, met bijzondere aandacht voor de strijd tegen armoede en ongelijkheid en de promotie van onderwijs. Verder moesten de methodes die gewapende groeperingen aanwendden om kinderen in te lijven onderzocht en aangepakt worden. Op internationaal en regionaal niveau waren initiatieven genomen om kinderen in conflictgebieden beter te beschermen. Zo was in 2007 en 2017 een conferentie gehouden in Parijs.
Alle partijen in gewapende conflicten werden opgeroepen te stoppen met het ontvoeren, inlijven, gevangen houden, wreed behandelen en seksueel misbruiken van kinderen alsook het aanvallen van scholen en ziekenhuizen en het verhinderen van noodhulp, zoals ook verboden was onder internationaal recht. Kinderen die bij een gewapende groepering hadden gehoord moesten als slachtoffers worden gezien en hulp kunnen krijgen om te herintegreren. Speciale aandacht moest daarbij gaan naar de toegang van meisjes tot onderwijs. Lokale leiders werden opgeroepen te voorkomen dat kinderen door rebellen werden ingelijfd en hen te steunen bij hun herintegratie.
Er moest ook een einde komen aan de straffeloosheid van misdaden jegens kinderen en landen werden opgeroepen de verantwoordelijken te berechten. De Veiligheidsraad zelf was klaar om sancties op te leggen tegen partijen in een gewapend conflict die de rechten van kinderen schonden. Verder moesten VN-vredesoperaties speciale aandacht schenken aan de bescherming van kinderen terwijl binnen de missies zelf een nultolerantiebeleid bleef gelden betreffende misbruiken tegenover de plaatselijke bevolking.
Lijst ·  2398 ·  2399 ·  2400 ·  2401 ·  2402 ·  2403 ·  2404 ·  2405 ·  2406 ·  2407 ·  2408 ·  2409 ·  2410 ·  2411 ·  2412 ·  2413 ·  2414 ·  2415 ·  2416 ·  2417 ·  2418 ·  2419 ·  2420 ·  2421 ·  2422 ·  2423 ·  2424 ·  2425 ·  2426 ·  2427 ·  2428 ·  2429 ·  2430 ·  2431 ·  2432 ·  2433 ·  2434 ·  2435 ·  2436 ·  2437 ·  2438 ·  2439 ·  2440 ·  2441 ·  2442 ·  2443 ·  2444 ·  2445 ·  2446 ·  2447 ·  2448 ·  2449 ·  2450 ·  2451